# 6. tujski inženirski polk
6. tujski inženirski polk (izvirno francosko 6er Régiment étranger de génie; kratica: 6er REG) je polk Francoske tujske legije.

## Zgodovina
Polk je bil ustanovljen 1. julija 1984 in je nadaljeval tradicijo 6. tujskega pehotnega polka. Sodeloval je v Opération Daguet, francoskemu prispevku v zalivski vojni.
1. julija 1999 je bil preimenovan v 1. tujski inženirski polk.